# James Donald Cameron
James Donald Cameron (Middletown, 14 de mayo de 1833-Condado de Lancaster, 30 de agosto de 1918) fue un empresario y político estadounidense que se desempeñó como Secretario de Guerra durante la presidencia de Ulysses S. Grant y como senador de los Estados Unidos durante casi veinte años, representando a Pensilvania.

## Biografía

### Primeros años
Nació en mayo de 1833 en Middletown (condado de Dauphin, Pensilvania), siendo el hijo primogénito de Simon Cameron, quien se desempeñó como secretario de guerra del presidente Abraham Lincoln. Su madre era Margaret Brua. Después de recibir su educación primaria en Harrisburg, se matriculó en Princeton College (actual Universidad de Princeton); se graduó con un bachiller en letras en 1852 y recibió un Master of Arts en 1855.
Posteriormente trabajó para su padre como empleado administrativo en el banco Middleton, cuyas principales inversiones fueron en los negocios de hierro, carbón y madera de Pensilvania. Fue cajero y llegó a ser presidente del banco. Fue ejecutivo del Northern Central Railway durante la guerra civil estadounidense. Allí manejó el flujo de suministros y soldados de los estados del noreste a Washington D. C. y Virginia, incluidos los esfuerzos para mantener el ferrocarril abierto a pesar del intento de los Estados Confederados de dañarlo o destruirlo. Desde 1866 hasta diciembre de 1874, fue presidente de dicho ferrocarril. Después de dejar el cargo, trabajó en varias empresas industriales en Pensilvania.

### Carrera política
En 1876, el presidente Ulysses S. Grant lo nombró como secretario de Guerra, para suceder a Alphonso Taft, quien se convirtió en fiscal general. Llegó al cargo por consejo de su padre. Como secretario, solicitó al Congreso una legislación que requiera que los contratistas de guerra deban cumplir con sus ofertas por un período de tiempo definido. También solicitó fondos al Congreso para la preservación de las fotografías de la guerra civil de Mathew Brady.
En marzo de 1877, fue elegido al Senado de los Estados Unidos por la Legislatura de Pensilvania, sucediendo a su padre. Fue reelegido tres veces más por un total de veinte años. Se desempeñó como presidente de la comisión de asuntos navales de 1881 a 1891 y nuevamente de 1895 a 1897 y como presidente de la comisión de reclamaciones revolucionarias de 1893 a 1895. También fue presidente del Comité Nacional Republicano de 1879 a 1880.

### Últimos años
En 1896 rechazó la reelección al Senado y se trasladó a Harrisburg (Pensilvania), participando en varias empresas comerciales.
Falleció el 30 de agosto de 1918 en su casa de campo llamada Donegal en el condado de Lancaster (Pensilvania), siendo sepultado en el cementerio de Harrisburg.